# The Loud Tour
The Loud Tour è stato il quarto tour musicale della cantautrice barbadiana Rihanna, a supporto del suo quinto album in studio Loud (2010).
Partito nel giugno 2011 in Nord America, si è poi concluso nel dicembre dello stesso anno in Europa, dopo essere passato per il Brasile. Acclamato dalla critica per via della maggiore vivacità e dell'imponente qualità degli spettacoli, il tour rappresenta un successo commerciale globale, ma soprattutto nel Regno Unito, dove sono state aggiunte più volte date per via della forte richiesta. Ha incassato oltre 90 milioni di dollari con una vendita totale di circa 1 200 000 biglietti, diventando così il settimo miglior incasso dell'anno.

## Informazioni sul tour
Rihanna annunciò il tour mondiale il 9 febbraio 2011 dicendo: "Sarà una corsa incredibile con questo tour. Sono emozionata di iniziare e condividere la musica di questo mio album. Ci divertiremo moltissimo, e so che i miei fan sono pronti a fare LOUD!"
Sul red carpet dei Grammy Awards 2011 Rihanna specificò a Ryan Seacrest che il tour sarebbe partito a giugno dagli Stati Uniti, e aggiunse che l'era Loud sarebbe stata caratterizzata da colori nuovi, un palco nuovo e uno show nuovo.
Ospite ad American Idol, la cantante fu nuovamente intervistata da Ryan Seacrest e parlandogli del palcoscenico: "Abbiamo appena disegnato il palco ed è in fase di costruzione... un palco in cui i fan possono essere veramente all'interno dello show, sul palco, più vicini di quanto non siano mai stati."
Costituito da 98 spettacoli complessivi, il tour è iniziato a Baltimora (negli Stati Uniti, appunto) concludendo la tappa nordamericana nell'agosto 2011 con un concerto, il primo nella carriera della cantante, a Bridgetown, capitale delle Barbados, sua terra natale. Rihanna approdò poi brevemente in Europa, partecipando ad alcuni festival in Helsinki (Finlandia), a Bergen (Norvegia) e in alcune città dell'Inghilterra. Quindi la cantante caraibica tenne successivamente quattro concerti in Brasile esibendosi anche con una data conclusiva all'interno del celebre festival del Paese, Rock in Rio. A settembre il tour riprese svolgimento in Europa, questa volta riempiendo le arene. Si tennero molti concerti in numerosi Paesi riguardanti tutto il continente, e la cantante non mancó di visitare anche in Italia per la seconda volta nella sua carriera, e concludendo, pochi giorni prima del Natale, con tre concerti alla O2 Arena.

## Sinossi del concerto

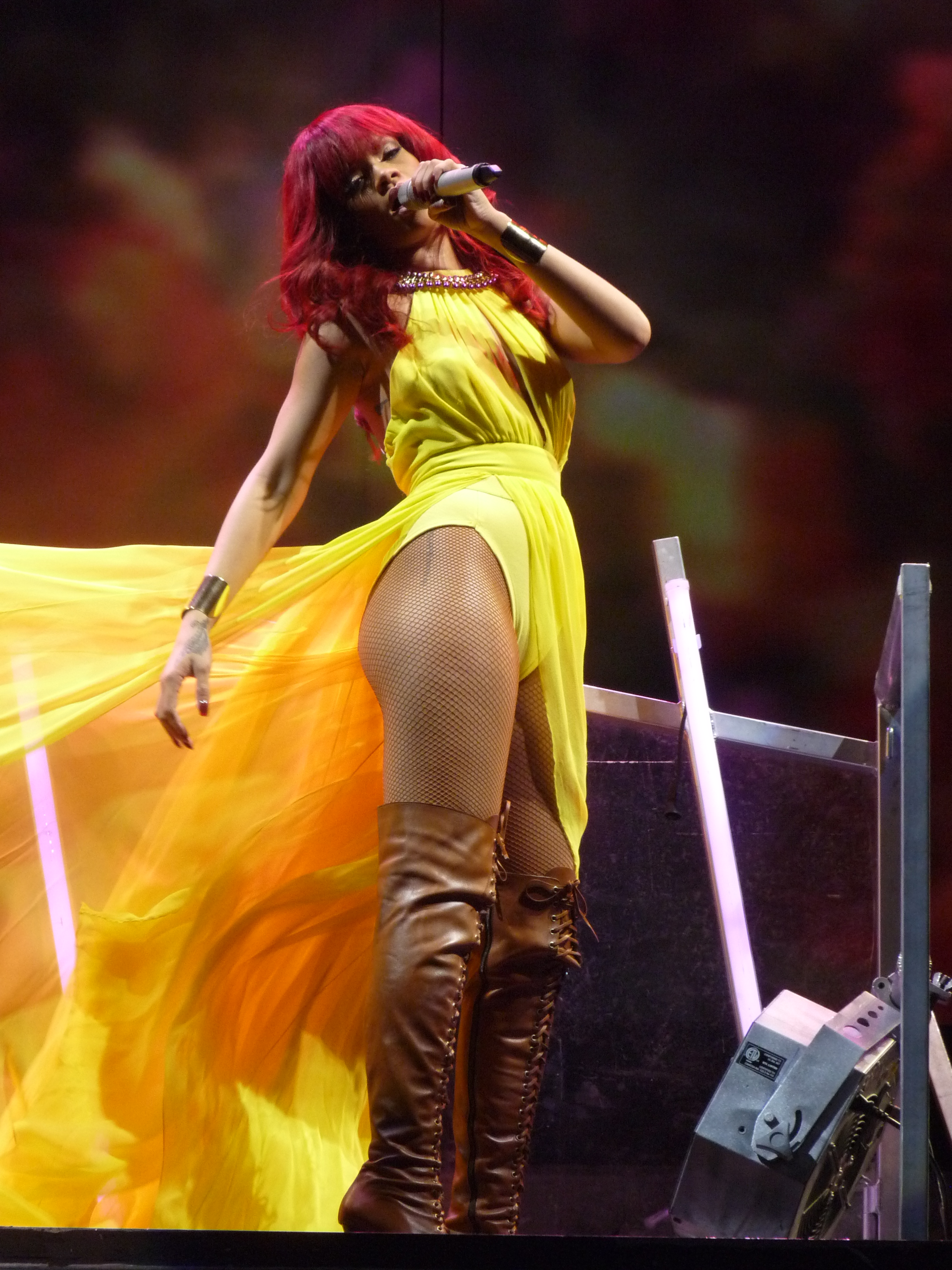
Rihanna durante il Loud Tour in Florida

Il concerto comincia con una miriade di effetti visivi sui quattro schermi circolari tanto quanto su quelli fissi. Rihanna appariva sul palco indossando un mini soprabito blu elettrico e stivaletti rosa con tacchi-neon verdi, e cantava e ballava Only Girl (in the World), il primo singolo di Loud. Conclusa la canzone, Rihanna rivelava un abitino a due pezzi colorato e interpretava Disturbia e Shut Up and Drive. Quindi cantava Man Down in piedi con l'asta del microfono.
Rihanna interpretava la cover di Prince Darling Nikki, vestita con un frac e un bastone. La canzone si trasformava in S&M, per cui si toglieva il completo maschile rivelando in un corsetto bianco, e indossava delle manette. Seguì Skin, per cui ad ogni concerto invitava un fan sul palco, per cui ballava una lap dance.
Seguiva un interludio sulle note di Raining Men e continuava con una sezione di ispirazione militare aperta da Hard, con tanto di carro armato rosa sul palco come quello usato nel precedente Last Girl on Earth Tour. Breakin' Dishes fu eseguita con elementi di The Glamorous Life. Per concludere la sezione cantò un medley tra le sue collaborazioni rap Run This Town e Live Your Life.
Rihanna ritornava sul palco, e dalla cima di una piattaforma, indossando un abito da sera giallo, interpretava alcune delle sue migliori ballate: Unfaithful, Hate That I Love You e California King Bed.

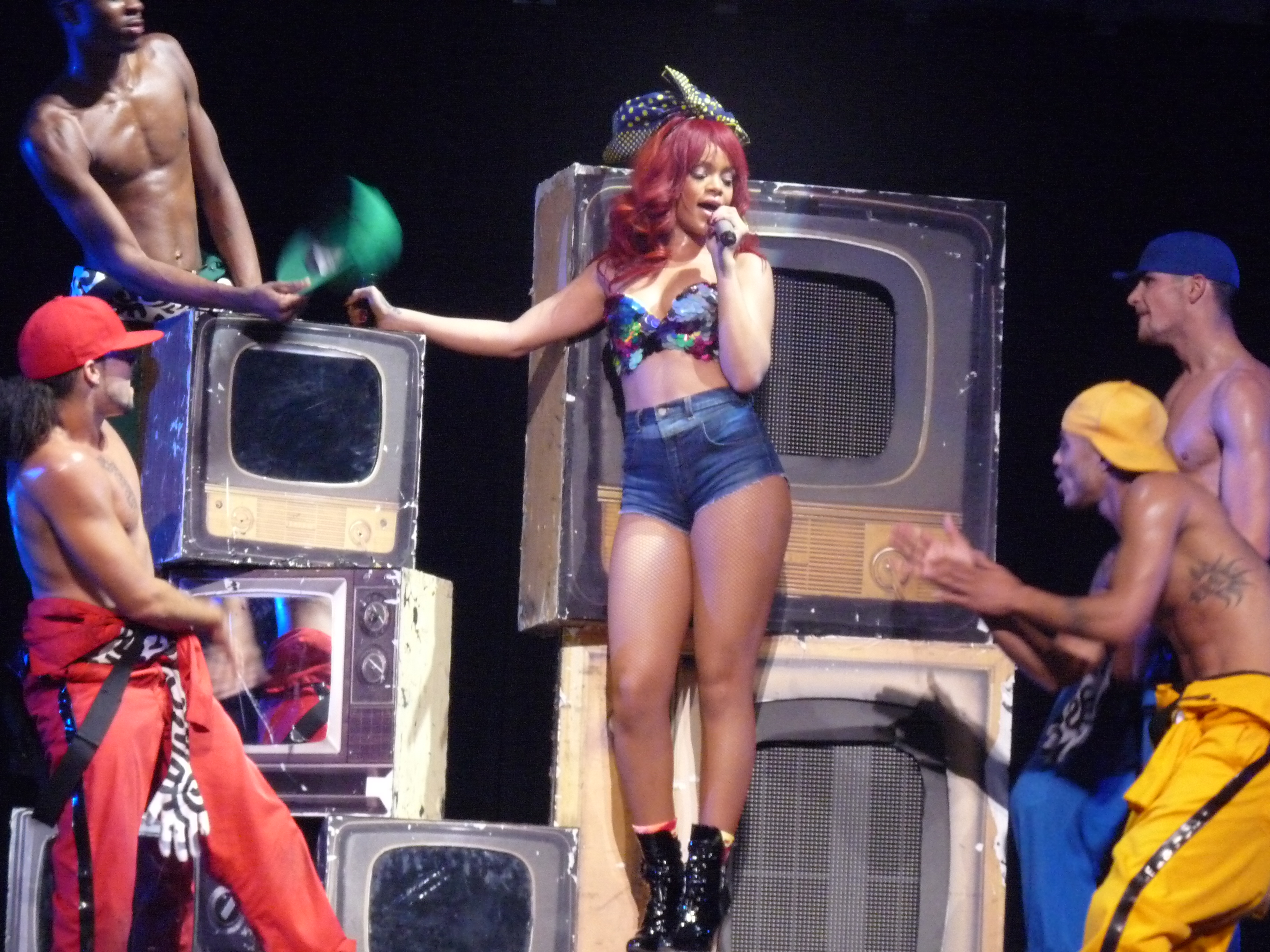
Rihanna canta Rude Boy a Fort Lauderdale

Continuava con una esibizione in stile caraibico delle hit What's My Name? e Rude Boy. Rihanna interpretava l'inno rock da festa Cheers (Drink to That), la movimentata Don't Stop the Music dalle sonorità house, e concludeva la sezione con la ballata R&B Take a Bow.
La cantante tornava sul palco per cantare il sequel della hit con Eminem, Love the Way You Lie (Part II), e chiudeva il concerto con Umbrella.
In Europa veniva interpretata un'altra canzone per chiudere il concerto, We Found Love.

## Artisti d'apertura
- J. Cole[4][5], B.o.B[6], Cee Lo Green e DJ Dummy in Nord America
- Cover Drive a Barbados
- Calvin Harris in Europa.[7][8]

## Scaletta del tour
Video Intro: Loud
1. Only Girl (in the World)
2. Disturbia
3. Shut Up and Drive
4. Man Down
5. Darling Nikki
6. S&M
7. Let Me
8. Skin

Video Interlude:Raining Men
1. Hard

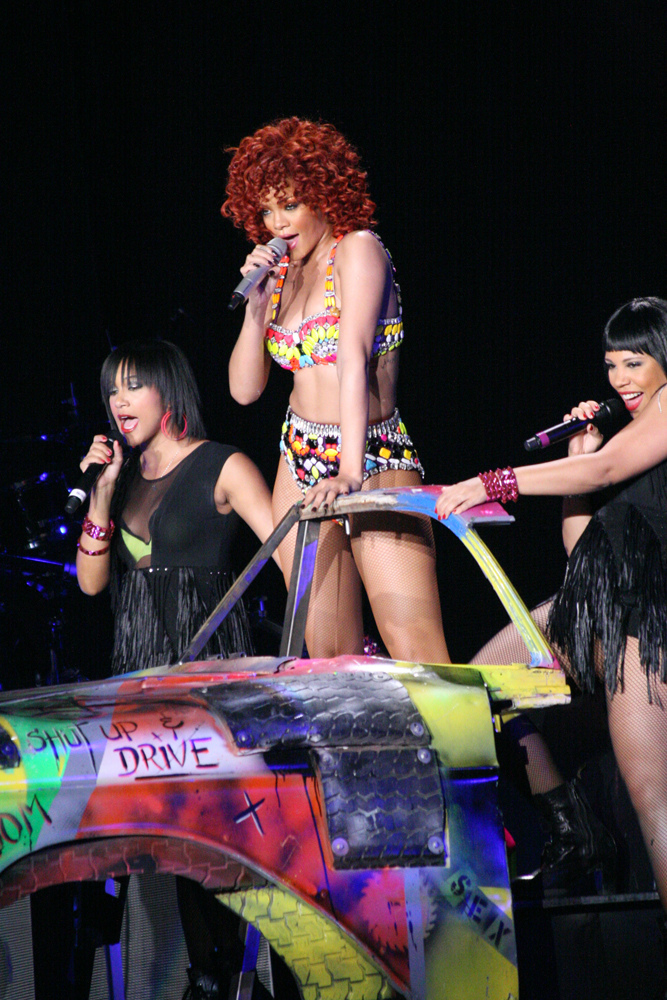
Rihanna interpreta Shut Up and Drive in concerto a Minneapolis

2. Medley: Breakin' Dishes / The Glamorous Life
3. Medley: Run This Town / Live Your Life

Video Interlude: Love Hate
1. Unfaithful
2. Hate That I Love You
3. California King Bed
4. Pon de Replay
5. What's My Name?
6. Rude Boy
7. Cheers (Drink to That)
8. Don't Stop the Music
9. Take a Bow
10. Love the Way You Lie (Part II)
11. Umbrella
12. We Found Love (solo in Europa)

### Variazioni della scaletta
- Ad alcuni concerti in Canada e Stati Uniti Rihanna interpretò "Fading" al posto di "Cheers (Drink to That)".
- Durante il secondo concerto di Toronto e il concerto di Montréal (Canada), Drake raggiunse Rihanna per "What's My Name?".
- Al concerto di Birmingham (US) Rihanna interpretò anche "Sweet Home Alabama".
- Al concerto al Nassau Coliseum di New York Rihanna fu raggiunta da Kanye West per "Run This Town", e i due interpretarono anche il singolo "All of the Lights".
- Al concerto all'Izod Center nel New Jersey Jay-Z in persona affiancò Rihanna durante le esibizioni di "Run This Town" e "Umbrella".
- Ai concerti di Bergen (Norvegia) Rihanna interpretò anche "Redemption Song" di Bob Marley in onore delle vittime degli attentati e della strage dell’estate 2011, accompagnata da dei bambini vestiti di bianco che portavano dei fiori.
- Al V Festival nel Regno Unito, Rihanna si esibì con una scaletta ridotta.
- Al concerto dell'8 luglio di Dallas (USA), scoppiò un incendio in seguito all'esecuzione di "California King Bed", e per motivi di sicurezza il pubblico fu evacuato e il concerto interrotto.
- In Brasile Rihanna non eseguì "Skin", "Darling Nikki" e "Take a Bow". Al Rock In Rio Festival interpretò invece "Te Amo", ma non eseguì nemmeno "Let Me", "Breakin' Dishes", "Hate That I Love You" e "The Glamorous Life".
- Nelle ultime tappe Rihanna ha aggiunto alla scaletta la nuova canzone del sesto album Talk That Talk, dal titolo We Found Love.

## Incassi
Il tour ricavò complessivamente 90 milioni di dollari, diventando il settimo tour di maggior successo del 2011. I biglietti costavano in media 74,95 dollari cadauno. Ad ogni concerto erano presenti in media 15.395 spettatori, per una media di 1.153.846 di dollari di incassi. Furono venduti complessivamente 1.200.800 biglietti.

## Recensioni
Il Loud Tour ricevette recensioni positive da parte della critica, tanto che alcuni lo considerarono il miglior tour di Rihanna.
Il Toronto Sun commentò che "lo show di due ore, su grande scala, era all'altezza del suo nome, e anche di più."
La Montreal Gazette lodò il concerto per essere spettacolare dal punto di vista visivo: "Pods, ghiaccio secco, fuochi artificiali, spire di fumo, una piattaforma che la sollevava da sotto il palco e che si ritraeva quando necessario, una sezione mobile del pavimento per trasportarla da una parte all'altra del palcoscenico, video, ballerini indiavolati, un cannone, assoli di chitarra rock da stadio, innumerevoli cambi d'abito e forse un record per il numero di volte in cui la cantante ha urlato 'Montreal!' là in mezzo. I fan se lo sono divorato".
La Star Tribune di Minneapolis riportò: "La cantante barbadense è più dinamica che mai dal punto di vista visivo e vocale".
Il Vancouver Sun scrisse: "Rihanna sa come lanciare un party - un ritrovo sexy, focoso [..] in cui i problemi del giorno prima sono stati schiacciati tra vertiginosi tacchi e annegati da compulsivi beat da club", e aggiunse: "Rihanna ha trasformato la Rogers Arena in una gigantesca discoteca venerdì sera".
Il Nation News di Barbados riportò: "Il nome del tour mondiale di Rihanna descrive adeguatamente l'esperienza al più grande concerto di Barbados ad oggi. Ci è voluto molto, ma il primo show di Rihanna nella sua città natale è stato sicuramente degno dell'attesa. Dalle infinite hit come 'S&M', 'Man Down', 'So Hard', 'Pon De Replay' e 'Unfaithful'; palco e scenografia spettacolari, e lei che suonava un pezzo solista alla batteria; la ragazza cresciuta nella vicina Westbury Road è stata grandiosa".
L'Irish Independent scrisse: "Marciando per il palco circondata da ballerini, la ventitreenne sembrava a casa mentre cantava in Irlanda. I 14.000 fan, per la maggior parte ragazze, si sono goduti il concerto iniziato alle 21.15 quando la cantante è emersa tra effetti sonori del tuono e un bombardamento di video da una conchiglia argentata con indosso una giacca blu luminosa".
Il tabloid scozzese Daily Record riportò: "La superstar R&B Rihanna ha fatto saltare il tetto della SECC di Glasgow l'altra sera con il suo tour coerentemente intitolato Loud. Esplodendo sul palco in una bolla al neon, la cantante barbadense ha dato una performance piena d'azione, senza un attimo di respiro".

## Registrazioni
L'esibizione di Rihanna al Rock In Rio è stata trasmessa in diretta in Brasile su Multishow, Globo.com e Rede Globo, e trasmessa in tutto il mondo su YouTube.
I tre concerti conclusivi di Londra furono filmati e Rihanna dichiarò attraverso Facebook che sarebbe presto uscito un DVD ufficiale del tour.
Loud Tour - Live at the O2 sarà disponibile dal 18 dicembre 2012 in versione DVD/Blu-ray.

## Date
| Data              | Città                | Stato           | Luogo                               | Pubblico                  | Incasso      |              |
| Nord America      | Nord America         | Nord America    | Nord America                        | Nord America              | Nord America | Nord America |
| ----------------- | -------------------- | --------------- | ----------------------------------- | ------------------------- | ------------ | ------------ |
| 4 giugno 2011     | Baltimora            | Stati Uniti     | 1st Mariner Arena                   | N.D.                      | N.D.         |              |
| 6 giugno 2011     | Toronto              | Canada          | Air Canada Centre                   | 27.270 / 27.270           | $2.076.020   |              |
| 7 giugno 2011     | Toronto              | Canada          | Air Canada Centre                   | 27.270 / 27.270           | $2.076.020   |              |
| 8 giugno 2011     | Ottawa               | Canada          | Scotiabank Place                    | N.D.                      | N.D.         |              |
| 10 giugno 2011    | Montréal             | Canada          | Centre Bell                         | 26.452 / 26.452           | $2.269.580   |              |
| 11 giugno 2011    | Montréal             | Canada          | Centre Bell                         | 26.452 / 26.452           | $2.269.580   |              |
| 14 giugno 2011    | Auburn Hills         | Stati Uniti     | The Palace of Auburn Hills          | 7.987 / 11.135            | $474.198     |              |
| 15 giugno 2011    | Chicago              | Stati Uniti     | United Center                       | N.D.                      | N.D.         |              |
| 16 giugno 2011    | Minneapolis          | Stati Uniti     | Target Center                       | N.D.                      | N.D.         |              |
| 18 giugno 2011    | Winnipeg             | Canada          | MTS Centre                          | N.D.                      | N.D.         |              |
| 19 giugno 2011    | Saskatoon            | Canada          | Credit Union Centre                 | N.D.                      | N.D.         |              |
| 21 giugno 2011    | Calgary              | Canada          | Scotiabank Saddledome               | N.D.                      | N.D.         |              |
| 22 giugno 2011    | Edmonton             | Canada          | Rexall Place                        | 11.634 / 13.127           | $855.923     |              |
| 24 giugno 2011    | Vancouver            | Canada          | Rogers Arena                        | N.D.                      | N.D.         |              |
| 25 giugno 2011    | Vancouver            | Canada          | Rogers Arena                        | N.D.                      | N.D.         |              |
| 28 giugno 2011    | Los Angeles          | Stati Uniti     | Staples Center                      | 14.148 / 14.148           | $1.045.114   |              |
| 29 giugno 2011    | Anaheim              | Stati Uniti     | Honda Center                        | N.D.                      | N.D.         |              |
| 30 giugno 2011    | Oakland              | Stati Uniti     | Oracle Arena                        | 9.348 / 11.488            | $659.387     |              |
| 2 luglio 2011     | Paradise             | Stati Uniti     | Mandalay Bay Center                 | N.D.                      | N.D.         |              |
| 4 luglio 2011     | Albuquerque          | Stati Uniti     | The Pavilion                        | N.D.                      | N.D.         |              |
| 8 luglio 2011     | Dallas               | Stati Uniti     | American Airlines Center            | 10.736 / 11.443           | $600.374     |              |
| 9 luglio 2011     | Houston              | Stati Uniti     | Toyota Center                       | N.D.                      | N.D.         |              |
| 11 luglio 2011    | Birmingham           | Stati Uniti     | Legacy Arena                        | N.D.                      | N.D.         |              |
| 12 luglio 2011    | Atlanta              | Stati Uniti     | Chastain Park Amphitheater          | N.D.                      | N.D.         |              |
| 14 luglio 2011    | Sunrise              | Stati Uniti     | BankAtlantic Center                 | 11.136 / 13.361           | $659.244     |              |
| 16 luglio 2011    | Greensboro           | Stati Uniti     | Greensboro Coliseum                 | N.D.                      | N.D.         |              |
| 17 luglio 2011    | Atlantic City        | Stati Uniti     | Borgata Event Center                | N.D.                      | N.D.         |              |
| 19 luglio 2011    | Uniondale            | Stati Uniti     | Nassau Coliseum                     | N.D.                      | N.D.         |              |
| 21 luglio 2011    | East Rutherford      | Stati Uniti     | Izod Center                         | N.D.                      | N.D.         |              |
| 22 luglio 2011    | Uncasville           | Stati Uniti     | Mohegan Sun Arena                   | 4.096 / 4.386             | $356.751     |              |
| 23 luglio 2011    | Filadelfia           | Stati Uniti     | Wells Fargo Center                  | N.D.                      | N.D.         |              |
| 24 luglio 2011    | Boston               | Stati Uniti     | TD Garden                           | N.D.                      | N.D.         |              |
| Centro America    |                      |                 |                                     |                           |              |              |
| 5 agosto 2011     | Bridgetown           | Barbados        | Kensington Oval                     | N.D.                      | N.D.         |              |
| Europa            |                      |                 |                                     |                           |              |              |
| 15 agosto 2011    | Helsinki             | Finlandia       | Hietaranta Beach                    | –                         | –            | –            |
| 17 agosto 2011    | Bergen               | Norvegia        | Koengen                             | –                         | –            | –            |
| 18 agosto 2011    | Bergen               | Norvegia        | Koengen                             | –                         | –            | –            |
| 20 agosto 2011    | Weston               | Regno Unito     | Weston Park                         | –                         | –            | –            |
| 21 agosto 2011    | Chelmsford           | Regno Unito     | Hylands Park                        | –                         | –            | –            |
| Sud America       |                      |                 |                                     |                           |              |              |
| 17 settembre 2011 | San Paolo            | Brasile         | Arena Anhembi                       | N.D.                      | N.D.         |              |
| 18 settembre 2011 | Belo Horizonte       | Brasile         | Stadio Mineirinho                   | N.D.                      | N.D.         |              |
| 21 settembre 2011 | Brasilia             | Brasile         | Nilson Nelson Gymnasium             | N.D.                      | N.D.         |              |
| 23 settembre 2011 | Rio de Janeiro       | Brasile         | Parque dos Atletas                  | –                         | –            | –            |
| Europa            |                      |                 |                                     |                           |              |              |
| 29 settembre 2011 | Belfast              | Regno Unito     | Odyssey Arena                       | 29.603 / 29.603           | $2.341.920   |              |
| 30 settembre 2011 | Belfast              | Regno Unito     | Odyssey Arena                       | 29.603 / 29.603           | $2.341.920   |              |
| 1º ottobre 2011   | Belfast              | Regno Unito     | Odyssey Arena                       | 29.603 / 29.603           | $2.341.920   |              |
| 3 ottobre 2011    | Dublino              | Irlanda         | The O2                              | 24.517 / 24.517           | $1.933.164   |              |
| 5 ottobre 2011    | Londra               | Regno Unito     | The O2 Arena                        | 166.717 / 172.050         | $12.076.950  |              |
| 6 ottobre 2011    | Londra               | Regno Unito     | The O2 Arena                        | 166.717 / 172.050         | $12.076.950  |              |
| 7 ottobre 2011    | Liverpool            | Regno Unito     | Echo Arena Liverpool                | N.D.                      | N.D.         |              |
| 9 ottobre 2011    | Manchester           | Regno Unito     | Manchester Arena                    | 65.164 / 65.164           | $4.224.090   |              |
| 10 ottobre 2011   | Glasgow              | Regno Unito     | SEC Centre                          | N.D.                      | N.D.         |              |
| 11 ottobre 2011   | Glasgow              | Regno Unito     | SEC Centre                          | N.D.                      | N.D.         |              |
| 13 ottobre 2011   | Londra               | Regno Unito     | The O2 Arena                        | [ 33 ]                    | [ 33 ]       |              |
| 15 ottobre 2011   | Birmingham           | Regno Unito     | LG Arena                            | N.D.                      | N.D.         |              |
| 16 ottobre 2011   | Newcastle upon Tyne  | Regno Unito     | Metro Radio Arena                   | N.D.                      | N.D.         |              |
| 19 ottobre 2011   | Lione                | Francia         | Halle Tony Garnier                  | N.D.                      | N.D.         |              |
| 20 ottobre 2011   | Parigi               | Francia         | Palazzo dello Sport di Parigi-Bercy | N.D.                      | N.D.         |              |
| 21 ottobre 2011   | Parigi               | Francia         | Palazzo dello Sport di Parigi-Bercy | N.D.                      | N.D.         |              |
| 22 ottobre 2011   | Anversa              | Belgio          | Sportpaleis                         | 35.392 / 35.414           | $2.074.020   |              |
| 25 ottobre 2011   | Monaco di Baviera    | Germania        | Olympiahalle                        | N.D.                      | N.D.         |              |
| 26 ottobre 2011   | Francoforte sul Meno | Germania        | Festhalle                           | N.D.                      | N.D.         |              |
| 28 ottobre 2011   | Herning              | Danimarca       | Jyske Bank Boxen                    | N.D.                      | N.D.         |              |
| 30 ottobre 2011   | Oslo                 | Norvegia        | Oslo Spektrum                       | N.D.                      | N.D.         |              |
| 1º novembre 2011  | Stoccolma            | Svezia          | Ericsson Globe                      | N.D.                      | N.D.         |              |
| 4 novembre 2011   | Hannover             | Germania        | TUI Arena                           | N.D.                      | N.D.         |              |
| 5 novembre 2011   | Lipsia               | Germania        | Arena Leipzig                       | N.D.                      | N.D.         |              |
| 7 novembre 2011   | Zurigo               | Svizzera        | Hallenstadion                       | N.D.                      | N.D.         |              |
| 8 novembre 2011   | Colonia              | Germania        | Lanxess Arena                       | N.D.                      | N.D.         |              |
| 9 novembre 2011   | Arnhem               | Paesi Bassi     | Gelredome                           | N.D.                      | N.D.         |              |
| 11 novembre 2011  | Anversa              | Belgio          | Sportpaleis                         | [ 34 ]                    | [ 34 ]       |              |
| 13 novembre 2011  | Londra               | Regno Unito     | The O2 Arena                        | [ 33 ]                    | [ 33 ]       |              |
| 14 novembre 2011  | Londra               | Regno Unito     | The O2 Arena                        | [ 33 ]                    | [ 33 ]       |              |
| 15 novembre 2011  | Londra               | Regno Unito     | The O2 Arena                        | [ 33 ]                    | [ 33 ]       |              |
| 18 novembre 2011  | Birmingham           | Regno Unito     | LG Arena                            | N.D.                      | N.D.         |              |
| 19 novembre 2011  | Sheffield            | Regno Unito     | Motorpoint Arena Sheffield          | N.D.                      | N.D.         |              |
| 21 novembre 2011  | Manchester           | Regno Unito     | Manchester Arena                    | [ 35 ]                    | [ 35 ]       |              |
| 22 novembre 2011  | Nottingham           | Regno Unito     | Capital FM Arena                    | N.D.                      | N.D.         |              |
| 23 novembre 2011  | Glasgow              | Regno Unito     | SEC Centre                          | N.D.                      | N.D.         |              |
| 25 novembre 2011  | Dublino              | Irlanda         | The O2                              | [ 36 ]                    | [ 36 ]       |              |
| 27 novembre 2011  | Newcastle upon Tyne  | Regno Unito     | Metro Radio Arena                   | N.D.                      | N.D.         |              |
| 28 novembre 2011  | Manchester           | Regno Unito     | Manchester Arena                    | [ 35 ]                    | [ 35 ]       |              |
| 29 novembre 2011  | Birmingham           | Regno Unito     | National Indoor Arena               | N.D.                      | N.D.         |              |
| 1º dicembre 2011  | Londra               | Regno Unito     | The O2 Arena                        | [ 33 ]                    | [ 33 ]       |              |
| 2 dicembre 2011   | Manchester           | Regno Unito     | Manchester Arena                    | [ 35 ]                    | [ 35 ]       |              |
| 3 dicembre 2011   | Londra               | Regno Unito     | The O2 Arena                        | [ 33 ]                    | [ 33 ]       |              |
| 4 dicembre 2011   | Amburgo              | Germania        | O2 World Hamburg                    | 13.409 / 13.409           | $970.164     |              |
| 6 dicembre 2011   | Łódź                 | Polonia         | Atlas Arena                         | N.D.                      | N.D.         |              |
| 7 dicembre 2011   | Praga                | Repubblica Ceca | O2 Arena                            | N.D.                      | N.D.         |              |
| 8 dicembre 2011   | Budapest             | Ungheria        | Budapest Sports Arena               | N.D.                      | N.D.         |              |
| 10 dicembre 2011  | Zurigo               | Svizzera        | Hallenstadion                       | N.D.                      | N.D.         |              |
| 11 dicembre 2011  | Torino               | Italia          | Palasport Olimpico                  | N.D.                      | N.D.         |              |
| 12 dicembre 2011  | Assago               | Italia          | Mediolanum Forum                    | 9.500 / 9.500             | $945.005     |              |
| 14 dicembre 2011  | Barcellona           | Spagna          | Palau Sant Jordi                    | N.D.                      | N.D.         |              |
| 15 dicembre 2011  | Madrid               | Spagna          | Palacio de Deportes                 | N.D.                      | N.D.         |              |
| 17 dicembre 2011  | Lisbona              | Portogallo      | MEO Arena                           | N.D.                      | N.D.         |              |
| 20 dicembre 2011  | Londra               | Regno Unito     | The O2 Arena                        | [ 33 ]                    | [ 33 ]       |              |
| 21 dicembre 2011  | Londra               | Regno Unito     | The O2 Arena                        | [ 33 ]                    | [ 33 ]       |              |
| 22 dicembre 2011  | Londra               | Regno Unito     | The O2 Arena                        | [ 33 ]                    | [ 33 ]       |              |
| Totale            | Totale               | Totale          | Totale                              | 457.609 / 472.967 (96.7%) | $32.616.899  |              |